# العلاقات الإريترية الماليزية
العلاقات الإريترية الماليزية هي العلاقات الثنائية التي تجمع بين إريتريا وماليزيا.

## مقارنة بين البلدين
هذه مقارنة عامة ومرجعية للدولتين:
| وجه المقارنة                                              | إريتريا                                      | ماليزيا       |
| --------------------------------------------------------- | -------------------------------------------- | ------------- |
| المساحة (كم2)                                             | 117.60 ألف                                   | 330.29 ألف    |
| عدد السكان (نسمة)                                         | 6.33 مليون                                   | 31.62 مليون   |
| الكثافة السكانية (ن./كم²)                                 | 53.83                                        | 95.73         |
| العاصمة                                                   | أسمرة                                        | كوالالمبور    |
| اللغة الرسمية                                             | اللغة التغرينية، اللغة العربية، لغة إنجليزية | لغة ماليزية   |
| العملة                                                    | ناكفا                                        | رينغيت ماليزي |
| الناتج المحلي الإجمالي (بليون دولار)                      | 2.61 مليار                                   | 314.50 مليار  |
| الناتج المحلي الإجمالي (تعادل القوة الشرائية) بليون دولار |                                              | 817.43 مليار  |
| الناتج المحلي الإجمالي الاسمي للفرد دولار أمريكي          |                                              | 9.77 ألف      |
| الناتج المحلي الإجمالي للفرد دولار أمريكي                 |                                              | 25.64 ألف     |
| مؤشر التنمية البشرية                                      | 0.391                                        | 0.779         |
| رمز المكالمات الدولي                                      | +291                                         | +60           |
| رمز الإنترنت                                              | .er                                          | .my           |
| المنطقة الزمنية                                           | ت ع م+03:00                                  | ت ع م+08:00   |

## منظمات دولية مشتركة
يشترك البلدان في عضوية مجموعة من المنظمات الدولية، منها:
| علم المنظمة | اسم المنظمة                        | تاريخ انضمام إريتريا | تاريخ انضمام ماليزيا |
| ----------- | ---------------------------------- | -------------------- | -------------------- |
|             | مؤسسة التمويل الدولية              | 11 أكتوبر 1995       | 20 مارس 1958         |
|             | منظمة حظر الأسلحة الكيميائية       | ?                    | ?                    |
|             | يونسكو                             | 2 سبتمبر 1993        | 16 يونيو 1958        |
|             | الاتحاد الدولي للاتصالات           | 6 أغسطس 1993         | 3 فبراير 1958        |
|             | الأمم المتحدة                      | 28 مايو 1993         | 17 سبتمبر 1957       |
|             | منظمة الشرطة الجنائية الدولية      | ?                    | ?                    |
|             | البنك الدولي للإنشاء والتعمير      | 6 يوليو 1994         | 7 مارس 1958          |
|             | الاتحاد البريدي العالمي            | ?                    | ?                    |
|             | مؤسسة التنمية الدولية              | 6 يوليو 1994         | 24 سبتمبر 1960       |
|             | وكالة ضمان الاستثمار متعدد الأطراف | 10 سبتمبر 1996       | 6 ديسمبر 1991        |

## وصلات خارجية
- موقع وزارة الخارجية الماليزية